# سینمای لبنان

کفرناحوم ۲۰۱۸ ساخته نادین لبکی

سینمای لبنان (انگلیسی: cinema of Lebanon) به تاریخ سینمای لبنان در زمان استعمار فرانسه، سینمای پس از استقلال، بدنه سینمایی، جایزه‌ها و جشنواره‌های سینمایی و همچنین به تولید مشترک سینمایی این کشور اشاره دارد. در سینمای جهان عرب سینمای لبنان همواره پس از سینمای مصر در مرتبه دوم قرار داشته و دارای پیشینه پرباری است. از منظر محققان تاریخ سینما مانند روی آرمس، سینمای مصر و سینمای لبنان به معنی حقیقی دارای هویت سینمای ملی هستند.
بررسی تاریخ فرهنگ و هنر در لبنان و به تبع آن سینمای لبنان بدون در نظر گرفتن شرایط سیاسی این کشور میسر نیست. بین سال‌های ۱۵۱۶ تا ۱۹۱۸ این منطقه زیر سلطه امپراتوری عثمانی قرار داشت. با فروپاشی امپراتوری عثمانی بعد از جنگ جهانی اول، فرانسه این منطقه را به ۵ جزء کوچک‌تر تقسیم کرد که یکی از این اجزا لبنان بود. پس از استقلال در ۱۹۴۵ و تا پیش از جنگ داخلی در سال ۱۹۷۵ لبنان کشوری بسیار آرام و مرفه بود. بیروت پایتخت این کشور به پاریس خاورمیانه شهره شد و سالن‌های فراوانی برای نمایش فیلم، اجرای تئاتر و اوپرا در آن وجود داشت.

## پیشینه

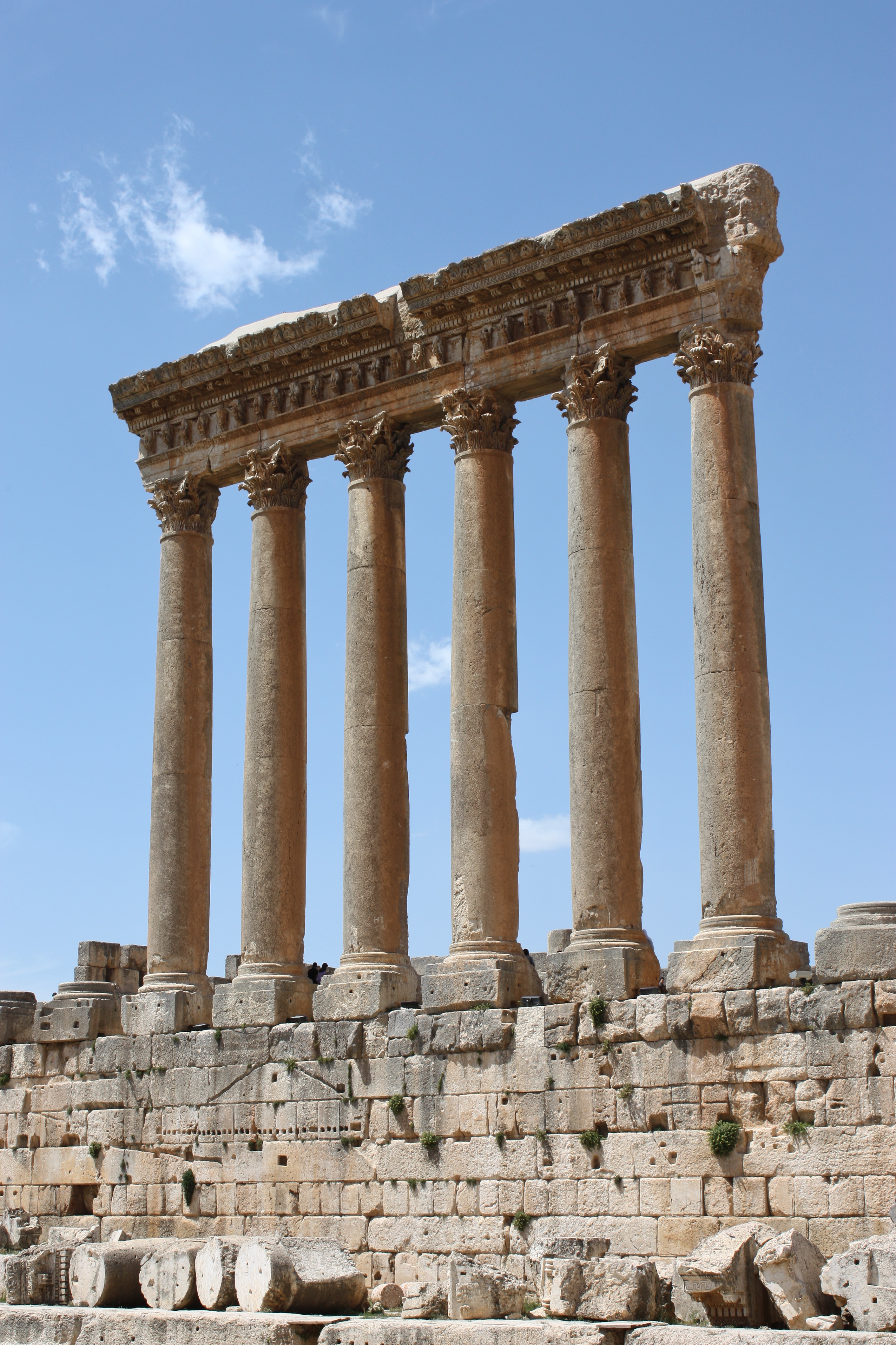
بعلبک

تاریخ فیلم در لبنان به دهه ۱۸۹۰ بر می‌گردد. در سال ۱۸۹۷ برادران لومیر نمایندگانی به بیروت فرستادند؛ و چند فیلم خبری و مستند کوتاه پس از در این شهر نمایش داده شد. در سال ۱۹۰۹، اولین سالن رسمی سینما در بیروت توسط کمپانی پاته فرانسه تأسیس شد. اقبال فراوان مخاطبان به این سالن سینما و همچنین به فیلم‌های پخش شده باعث شد تعداد سالن‌های سینما تا ۱۹۲۵ چند برابر شود.
حتی در اواخر دهه ۱۹۲۰، از سینماها در بیروت به عنوان محلی برای گردهمایی‌های سیاسی استفاده می‌شد. سینماها آنقدر محبوب شده بودند که در سال ۱۹۳۱، دانشجویان در یک راهپیمایی اعتراضی خواستار کاهش قیمت بلیط‌های فیلم شدند.
اولین فیلم صامت بومی تاریخ سینمای لبنان در سال ۱۹۲۹ به نام ماجراهای الیاس مابروک به کارگردانی جوردانو پیودوتی ایتالیایی ساخته شد. این فیلم داستان یک مهاجر لبنانی را نشان می‌دهد که پس از غیبت طولانی در آمریکا برای جستجوی خانواده‌اش به لبنان بازمی‌گردد. فیلم دوم جوردانو پیودوتی کمدی ماجراهای ابو عبد بود. این فیلم اولین تولید تمام لبنانی به لحاظ سرمایه‌گذاری نیز محسوب می‌شود.
در ۱۹۳۶ اولین فیلم ناطق لبنانی به نام در ویرانه‌های بعلبک به کارگردانی مشترک ژولیو د لوکا و کرام بوستانی توسط هرتا گارگور، مدیر استودیوی فیلم‌سازی لومیر تهیه شد. در ویرانه‌های بعلبک که با استقبال پرشور مخاطبان روبرو شد، داستان عشق ممنوع یک شاهزاده محلی را به تصویر می‌کشد. این فیلم نخستین فیلم عربی محسوب می‌شود که به‌طور کامل در یک کشور عربی تولید شده و با لهجه لبنانی نمایش داده شده‌است. در سال‌های پایانی قیمومیت فرانسه بر لبنان، مستندهای کوتاه نیز توسط کارگردان‌های لبنانی، ایتالیایی و حتی فرانسوی تولید می‌شد اما موضوع و محتوای ضد استعماری اغلب آنان باعث می‌شد مقامات فرانسوی نسبت به نمایش این گونه آثار سانسور شدیدی را اعمال کنند.

## پس از استقلال و آغاز عصر طلایی

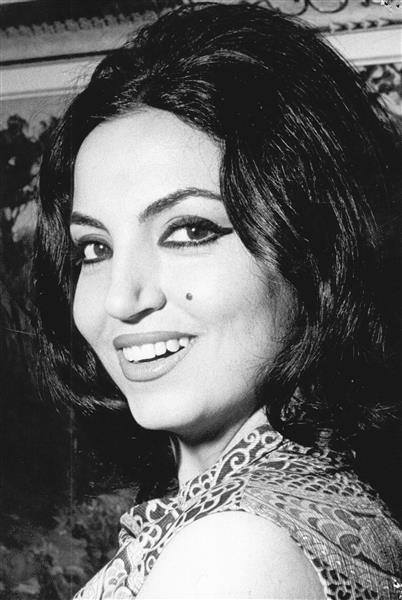
سمیرا توفیق

پس از استقلال لبنان از فرانسه کم‌کم سینما در این کشور به چنان پیشرفتی رسید که در سال‌هایی تنه به تنه سینمای مصر می‌سائید. استودیوهای کاملاً مجهز در سال ۱۹۵۲، مانند استودیوی هارون متعلق به میشل هارون، راه اندازی شدند و تولید فیلم مشترک با مصر و سوریه رونق گرفت. در این دوران محمد سلمان فیلمساز لبنانی که در مصر دوره کارگردانی را دیده بود با حضور سمیرا توفیق چندین فیلم موفق تولید کرد. اما مهمترین اتفاق سینمای لبنان حضور این کشور در جشنواره‌های معتبر سینمایی در دهه ۶۰ بود. ژرژ ناصر کارگردان لبنانی با فیلم غریبه‌های کوچک در جشنواره فیلم کن ۱۹۶۲ شرکت کرد. همچنین یکی از مهمترین فیلم‌های تاریخ سینمای لبنان در همین سال توسط یوسف معلوف با نام بال‌های شکسته با اقتباس از نوول جبران خلیل جبران ساخته شد.
در این سال‌ها جغرافیای منحصربفرد لبنان نیز پای شرکت‌های فیلمسازی اروپایی و آمریکایی را به این کشور باز کرد. اتفاق مهم دیگر در سال ۱۹۶۵ انتخاب شهر بیروت به عنوان رابط سینمای جهان عرب توسط یونسکو بود. ۶ سال پس از آن در ۱۹۷۱ بیروت میزبان فیلم‌های عرب زبان بود. جشنواره‌ای بین‌المللی که اختصاص به سینمای جهان عرب داشت و بسیار مقبول برگزار شد. با این همه سینمای هنری در لبنان در دهه ۷۰ کم‌کم‌رو به زوال نهاد. در این دوران فیلم‌های سراسر رقص و آواز به همراه برهنگی فراوان تولید می‌شد که جورجینا ریزک ملکه زیبایی لبنان در بسیاری از آن‌ها حضور داشت.
اتفاق مهم سینمایی دیگر در این دهه حضور هاینی سرور با فیلم ساعت آزادی فرا رسیده‌است در جشنواره فیلم کن ۱۹۷۴ بود. این فیلم اولین اثر از یک فیلمساز زن عرب زبان بود که در این جشنواره به نمایش درآمده بود.

## جنگ داخلی و جنگ ۱۹۸۲ لبنان

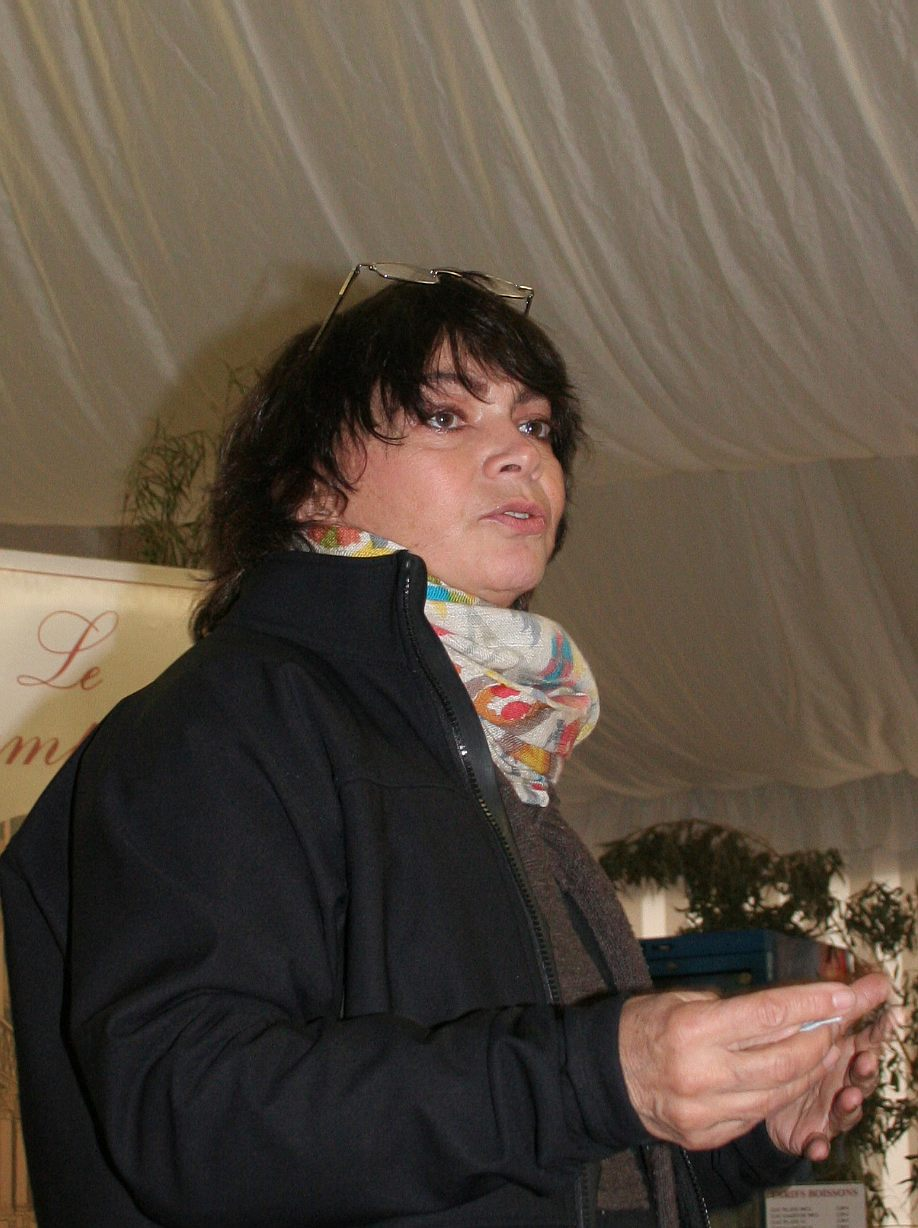
جوسلین صعب

تا ۱۹۷۵ و پیش از جنگ داخلی، ۱۶۱ فیلم، که بیشتر ملودرام‌های تجاری را شامل می‌شد در لبنان ساخته و به سینمای عرب زبان صادر شدند. اما با شروع جنگ داخلی، تولید فیلم به طرز چشمگیری کاهش یافت.
علیرغم جنگ داخلی در این دوره بدنه جدید سینمایی لبنان مانند مارون بغدادی، جوسلین صعب، برهان آلوئه پا به عرصه گذاشتند و در این راستا سهم زنان نیز چشمگیر بود. فیلمسازان زن، که در این دوره ظاهر شدند، فیلم‌های بسیار معتبر و مشهور بین‌المللی ساختند. در دهه ۷۰ و ۸۰ مضامین فیلم و به ویژه فیلم مستند در لبنان حول محور درگیری‌های سیاسی که در این کشور در جریان بود متمرکز شد. در این سال‌ها به تعبیری آثار مارون بغدادی سنگ بنای سینمای لبنان تلقی می‌شدند. از مهمترین ساخته‌های او در این سال‌ها فیلم جنگ‌های کوچک محصول ۱۹۸۲ بود که وی از مشاوره فرانسیس فورد کاپولا در تولید آن بهره برد. جنگ‌های کوچک در بخش نوعی نگاه جشنواره فیلم کن ۱۹۸۲ به نمایش درآمد و بعدتر در جشنواره فیلم نیویورک حضور یافت و با استقبال مواجه شد.
با پیشرفت دوباره سینمای این کشور با آغاز جنگ ۱۹۸۲ لبنان، جنگی که توسط اسرائیل آغاز شد و نیروهای دفاعی اسرائیل طی مدت کوتاهی با حملات شدید هوایی با پیشروی سریع نظامی تا بیروت و قسمت‌هایی از آن را اشغال نظامی کرد، سینمای لبنان دوباره با افول روبرو شد.

## سینمای مدرن لبنان

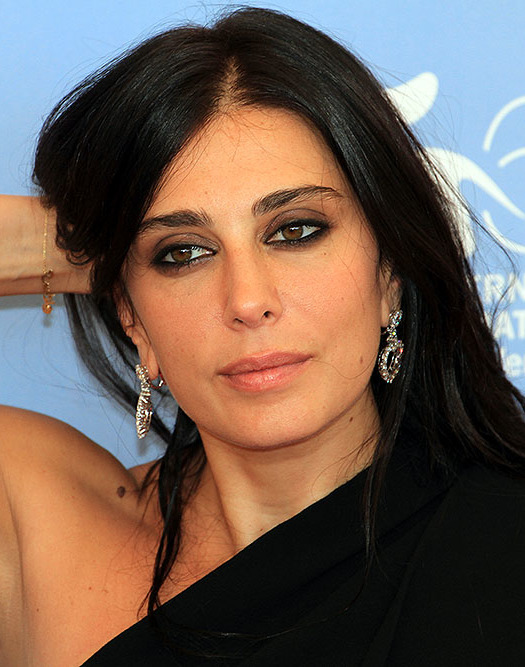
نادین لبکی

پس از جنگ، بیروت دوباره به عنوان یکی از مراکز تولید رسانه‌های جمعی در جهان عرب معرفی شد. در حالی که تولید رسانه‌ها در اطراف تلویزیون متمرکز بود، تلاش‌هایی برای احیای صنعت فیلم در لبنان، به ویژه از سوی فارغ‌التحصیلان تازه از مدارس فیلم لبنان انجام شد. در اواسط دهه ۱۹۹۰، ۶ دانشگاه بیروت در رشته‌های سینما و تلویزیون مدرک تحصیلی ارائه می‌دادند و این باعث هجوم دانشجویان از کشورهای عربی می‌شد که علاقه‌مند بودند برخی یا تمام آموزش‌های رسانه‌ای خود را در لبنان بگذرانند.
در این سال‌ها غسان سلهب با فیلمهای بیرون از زندگی ۱۹۹۱، روح بیروت ۱۹۹۸ و سرزمین ناشناخته ۲۰۰۲، زیاد دویری با ۲ فیلم بیروت غربی ۱۹۹۸ و توهین ۲۰۱۷ و بعدتر نادین لَبَکی با فیلم‌های کارامل ۲۰۰۷، حالا کجا برویم؟ ۲۰۱۱ و کفرناحوم ۲۰۱۸ درخشیدند.
کفرناحوم برای رقابت در کسب نخل طلا هفتاد و یکمین جشنواره فیلم کن انتخاب شد که جایزه هیئت داوران جشنواره فیلم کن را از آن خود کرد. این فیلم در هفتاد و ششمین مراسم گلدن گلوب و بفتا و سزار نیز نامزد دریافت جایزه بود. او به عنوان اولین زن عرب به عنوان رئیس هیئت داوران بخش اصلی جشنواره کن ۲۰۱۹ انتخاب شد.

## فیلم‌هایی که تمام یا بخشی از آن در لبنان فیلم‌برداری شدند

بیروت غربی ۱۹۹۸ ساخته زیاد دوبری

- کبرا (۱۹۶۷)
- سفر برلک (۱۹۶۷)
- مردی با طپانچه طلایی (۱۹۷۴)
- محمد رسول‌الله (۱۹۷۶)
- یکشنبه سیاه (۱۹۷۷)
- جنگ‌های کوچک (۱۹۸۲)
- مرد چاق و چله (۱۹۸۷)
- بیرون از زندگی (۱۹۹۱)
- بیروت غربی (۱۹۹۸)
- روح بیروت (۱۹۹۸)
- جاسوس‌بازی (۲۰۰۱)
- سیریانا (۲۰۰۵)
- مونیخ (۲۰۰۵)
- آخرین نفر (۲۰۰۶)
- زیر بمباران (۲۰۰۷)
- کارامل (۲۰۰۷)
- زیر بمباران (۲۰۰۷)
- لبنان (۲۰۰۹)
- ستون پنجم (۲۰۱۰)
- ویران‌شده (۲۰۱۰)
- حالا کجا برویم؟ (۲۰۱۱)
- پیامبر (۲۰۱۴)
- دره (۲۰۱۴)
- توهین (۲۰۱۷)
- کفرناحوم (۲۰۱۸)

## جایزه‌ها و جشنواره‌های سینمایی
سینمای غنی لبنان در دوران عصر طلایی خود توانایی برگزاری جشنواره‌های سینمایی در قواره بین‌المللی را داشت اما ناآرامی‌های سیاسی در دهه ۷۰ باعث عدم چنین روندی شد با این همه در لبنان جشنواره‌های منطقه‌ای فیلم از ۱۹۵۵ تا ۱۹۷۵ وجود داشت. طرفه اینکه فیلم‌های لبنانی در جشنواره‌های عربی نیز شرکت می‌کردند.
در حال حاضر جشنواره بین‌المللی فیلم بیروت Beirut International Film Festival یا (BIFF) که از آوریل ۲۰۰۱ شروع به کار کرده مهمترین جشنواره سینمایی این کشور شناخته می‌شود. از سال ۲۰۱۶ نیز جشنواره بین‌المللی فیلم زن بیروت Beirut International Women Film Festival یا (BWFF) سرو شکل گرفته‌است.

## آمار و ارقام
در حال حاضر در لبنان حدود ۲۰۰ سالن سینمای فعال وجود دارد. سرانه تولید فیلم در این کشور سالیانه ۱۷ فیلم بلند، یک فیلم انیمیشن و ۱۴ فیلم مستند است. جمعیت سینماروی لبنان نیز سالیانه نزدیک به ۳ میلیون نفر برآورد شده‌است.